# 白木村 (大阪府)
白木村（しらきむら）は、大阪府南河内郡にあった村。現在の河南町の中心部から東端にかけての区域にあたる。

## 地理
- 山岳：岩橋山
- 峠：平石峠
- 河川：梅川、天満川、馬谷川、平石川

## 歴史
- 1889年（明治22年）4月1日 - 町村制の施行により、石川郡加納村・白木村・平石村・寺田村の区域をもって発足。
- 1896年（明治29年）4月1日 - 所属郡が南河内郡に変更。
- 1956年（昭和31年）9月30日 - 石川村・河内村・中村と合併して河南町が発足。同日白木村廃止。

## 名所・旧跡・観光スポット・祭事・催事
- 磐船大神社
- 高貴寺